# テリー・カー
テリー・カー（Terry Gene Carr、1937年2月19日 - 1987年4月7日）は、アメリカ合衆国のSF作家、アンソロジスト、編集者。

## 経歴
オレゴン州グランツ・パス(Grants Pass)生まれ。1954年、サンフランシスコのシティ・カレッジに入学。1957年、カリフォルニア大学バークレー校に移り、1959年卒業。
1949年、SFファンダムの存在を知り、熱心なファンジン出版者となった。そのことが後に商業出版の編集者となる素地を作った。カーともう1人のSFファンは架空のSFファン「カール・ブランドン」を作り上げ、それが広く知られるようになり、カール・ブランドン協会 (Carl Brandon Society) はそれに因んで名付けられた。SFのプロとして経歴を積み上げる一方で、カーはSFファンとしての活動も死ぬまで継続し、ヒューゴー賞ベスト・ファンジン部門には5回ノミネートされ（1959-1961年と1967-1968年）、1959年にロン・エリックと共同編集した雑誌『FANAC』で受賞し、ベスト・ファンライター部門にも3回ノミネートされ（1971-1973年）、1973年に受賞した。また、1986年のワールドコンにはファン・ゲストとして招待された。
1961年、ニューヨークに転居し、作家活動を開始した。作家としてのデビュー作は「Who Sups with Devil?」（『F&SF』誌1962年5月号）だが、徐々に編集の仕事に重点を置くようになる。
1962年から1964年まで出版エージェントのスコット・メレディス社に勤務。
1964年からエース・ブックス社に編集者として勤務し、ドナルド・A・ウォルハイムと共同で1965年から1971年まで、ジュディス・メリルの『年刊SF傑作選』に対抗したアンソロジー『WORLD'S BEST SCIENCE FICTION』を刊行。1967年にはフランク・ハーバートの『デューン』のペーパーバック版を刊行する。また1968年から Ace Science Fiction Specials というシリーズを立ち上げる。これには例えばアーシュラ・K・ル＝グウィンの『闇の左手』『影との戦い』、アレクセイ・パンシン『成長の儀式』、R・A・ラファティ『トマス・モアの大冒険 -パスト・マスター』『九百人のお祖母さん』、キース・ロバーツ『パヴァーヌ』 といった有名作品も含まれていた。
エース・ブックスを率いていたドナルド・A・ウォルハイムと意見の食い違いから対立するようになり、フリーランスの編集者となった。Universe というオリジナル・アンソロジーと年間ベストSF作品を集めた The Best Science Fiction of the Year というアンソロジーを1972年から亡くなった1987年まで毎年刊行した。また、その間に他のアンソロジーも多数手がけた。ヒューゴー賞の編集者部門には13回ノミネートされ（1973-1975年、1977-1979年、1981年-1987年）、2回受賞している（1985年、1987年）。1985年に受賞した当時は、フリーランスの編集者として初の受賞だった。
1978年には、ミシガン州立大学でクラリオン・ワークショップの講師を務めた。このときの受講者にはパット・マーフィーやリチャード・キャドリーがいた。
また1984年から New Ace Science Fiction Specials というシリーズを立ち上げ、キム・スタンリー・ロビンソン『荒れた岸辺』、ルーシャス・シェパード『緑の瞳』、ウィリアム・ギブスン『ニューロマンサー』などを刊行した。
彼のファンジンのコレクションは、カリフォルニア大学リバーサイド校の Eaton collection of Science Fiction の一部となっている。

## 私生活
1959年、SFファン仲間のミリアム・ダイチェスと結婚したが、1961年に離婚している。同年中にキャロル・ニューマークと結婚し、カーが亡くなるまで添い遂げた。妻キャロルもキャロル・カー(Carol Carr)の名で「生まれつきの猫もいる」（1973年、夫と共作）や "You Think You've Got Troubles"（1969年）といったSF作品を書いている。
1987年4月7日、糖尿病の合併症から心不全で亡くなった。同年5月30日、バークレーの Tilden Park でSFコミュニティによる追悼会が行われた。翌年にはオリジナル・アンソロジー Terry's Universe が出版され、収益は全て未亡人に贈られた。

## 日本語訳された著作

### 長編
- 『聖堂都市サーク』 Cirque (1977) - ハヤカワ文庫SF

### 短編
- 「試金石」 Touch Stone (1964) - SFマガジン246号
- 「オジマンディアス」 Ozymandias (1972) - 『ミュータント傑作選』（講談社文庫）に収載
- 「変身の祭り」 The Dance of the Changer and the Three (1968) - SFマガジン264号
- 「生まれつきの猫もいる」 Some Are Born Cats (1973) - SFマガジン492号／『魔法の猫』（扶桑社ミステリー）に収載（妻キャロル・カーとの共作）
- 「ホップ・フレンド」 Hop-Friend (1962) - 『天使の卵』（集英社文庫コバルトシリーズ）に収載
- 「ロボットはここに」 The Robots Are Here (1967) - 『ロボット貯金箱』（集英社文庫コバルトシリーズ）に収載

### アンソロジー
ドナルド・A・ウォルハイムとの共同編集。すべてハヤカワ文庫SF。
- ワールズ・ベスト1965『時のはざま』(1965)
- ワールズ・ベスト1966『忘却の惑星』(1966)
- ワールズ・ベスト1967『追憶売ります』(1967)
- ワールズ・ベスト1968『ホークスビル収容所』(1968)